# هفت (ترانه جونگ‌کوک)
«هفت» (انگلیسی: Seven) ترانه‌ای از جونگ‌کوک خواننده اهل کره جنوبی عضو گروه بی‌تی‌اس با همکاری رپر آمریکایی لاتو است. این ترانه در ۱۴ ژوئیه ۲۰۲۳ توسط بیگ هیت میوزیک منتشر شد. متن این ترانه توسط اندرو وات، سیرکوت، جان بلیون، لاتو و ترون ماکیل توماس نوشته شده و تهیه‌کنندگی آن برعهده وات و سیرکوت بوده است. یک نسخه پی‌ای‌ال از این ترانه نیز منتشر شد.
این ترانه در صدر جدول بیلبورد هات ۱۰۰ در ایالات متحده و گلوبال ۲۰۰ قرار گرفت و جونگ‌کوک و لاتو هر دو برای اولین بار در جایگاه شماره یک این جدول‌ها قرار گرفتند. «هفت» همچنین در جاشگاه شماره سه جدول تک‌آهنگ‌های بریتانیا قرار گرفت و رکورد جدیدی در تاریخ با عنوان نخستین تک‌آهنگ یک هنرمند انفرادی کره‌ای که در این جایگاه قرار می‌گیرد ثبت کرد. همچنین در جایگاه ده آهنگ برتر جدول‌های موسیقی در استرالیا، کانادا، ایرلند، ژاپن، نیوزیلند، کره جنوبی و سوئیس قرار گرفت.

## گواهی‌نامه‌ها
| منطقه                                   | گواهی | واحد گواهی‌شده/فروش |
| --------------------------------------- | ----- | ------------------ |
| کانادا (میوزیک کانادا)                  | Gold  | ۴۰٬۰۰۰             |
| رقم فروش+پخش جاری تنها بر پایهٔ گواهی‌ها. |       |                    |

## تاریخچه انتشار
| منطقه        | تاریخ         | فرمت(ها)               | ورژن             | ناشر        | منابع       |
| ------------ | ------------- | ---------------------- | ---------------- | ----------- | ----------- |
| مختلف        | ۱۴ ژوئیه ۲۰۲۳ | دانلود دیجیتال استریم  | اصلی             | بیک هیت     | [ ۲ ]       |
| ایالات متحده | ۱۴ ژوئیه ۲۰۲۳ | سی‌دی تک‌آهنگ            | اصلی             | بیک هیت     | [ ۳ ]       |
| مختلف        | ۱۷ ژوئیه ۲۰۲۳ | دانلود دیجیتال استریم  | ویک‌دِی ئی‌پی       | بیک هیت     | [ ۴ ]       |
| ایالات متحده | ۱۸ ژوئیه ۲۰۲۳ | Contemporary hit radio | اصلی             | بیگ هیت گفن | [ ۵ ]       |
| مختلف        | ۲۱ ژوئیه ۲۰۲۳ | دانلود دیجیتال استریم  | ویکند ئی‌پی       | بیگ هیت     | [ ۶ ]       |
| ایتالیا      | ۲۴ ژوئیه ۲۰۲۳ | رادیو ایرپلی           | اصلی             | یونیورسال   | [ ۷ ]       |
| ایالات متحده | ۲۵ اوت ۲۰۲۳   | سی‌دی تک‌آهنگ            | ویک‌دی ویکند      | بیگ هیت     | [ ۸ ] [ ۹ ] |
| مختلف        | ۲۵ اوت ۲۰۲۳   | دانلود دیجیتال استریم  | ریمیکس Alesso    | بیگ هیت     | [ ۱۰ ]      |
| مختلف        | ۳۰ اکتبر ۲۰۲۳ | دانلود دیجیتال استریم  | ریمیکس دیوید گتا | بیگ هیت     | [ ۱۱ ]      |